# Vladimir Polunin
Pour les articles homonymes, voir Polunin.
Vladimir Polunin est un peintre russe né en 1880 et décédé en 1957. 
En 1908, il s'installe à Londres pour travailler comme designer des Ballets russes,. Il y rencontre une des artistes que Serge Diaghilev s'efforce de faire travailler, le sculpteur et costumière Elizabeth Violet Hart, anglaise introduite dans la bohème parisienne par Pierre Roché et héroïne du roman Les Deux Anglaises et le continent. Il l'épouse dans l'année.
Il est le père des botanistes Nicholas Polunin et Oleg Polunin, et de l'ethnologue Ivan Polunin.

## Publication
- The Continental Method of Scene Painting: Seven Years With the Diaghileff Company